# Nhanderuvuçu
Nhanderuvuçú, Nhamandú, Yamandú ou Nhandejara é considerado o deus criador na mitologia tupi-guarani.
Nhanderuvuçú não teria forma antropomórfica.
No princípio ele destruiu tudo que existia e depois criou a alma, que na língua tupi-guarani diz-se "Anhang" ou "añã" a alma; "gwea" significa velho(a); portanto anhangüera "añã'gwea" significa alma antiga. Nhanderuvuçú criou as duas almas e, das duas almas surgiu "anhandeci" a matéria.[carece de fontes?]
Depois ele disse para haver lagos, neblina, cerração e rios. Para proteger tudo isso, ele criou Iara.[carece de fontes?] Depois de Iara, Nhanderuvuçú criou Tupã que é quem controla o clima, o tempo e o vento, Tupã manifesta-se com os raios, trovões, relâmpagos, ventos e tempestades, é Tupã quem empurra as nuvens pelo céu.

Nhanderuvuçú criou também Caaporã o protetor das matas e de todos os seres vivos.
Segundo os Apapocuvas, Nhanderuvuçu (Nosso Grande Pai) é a entidade mitológica mais importante. Ele é responsável pela criação da Terra e da água. Juntamente com Nhanderu Mbaecuaá, criam a primeira mulher, chamada Nhandecy (Nossa mãe) que se torna esposa de ambos e mãe de dois outros seres mitológicos, os gêmeos Ñanderyquéy e Tyvýry que serão responsáveis pela criação de outros diversos elementos terrenos.